# Aboriginal Legal Service
Die Organisationen Aboriginal Legal Service wurden in den späten 1960er Jahren von Aborigines gegründet. Es waren entweder Rechtsanwälte oder Persönlichkeiten, die an Problemlösungen für Aborigines interessiert waren, die die Aboriginal Legal Services gründeten.
Diese neuen Organisationen befassten sich mit juristischen, sozialen und familiären Problemen, in die Aborigines geraten waren. Sie leisteten Unterstützungen für Vorsorge und halfen in Konflikten mit geltenden Gesetzen.
Der erste kommunale Aboriginal Legal Service entstand in Australien im Jahre 1971 in Redfern, einem Stadtteil von Sydney. Einer der Gründer war Paul Coe, ein Rechtsanwalt, und Gary Foley, ein Schriftsteller und promovierter Geschichtswissenschaftler. Weitere Organisation entstanden in allen Bundesländern Australiens. Neben den Aboriginal and Torres Strait Islander Legal Services (ATSILS) (Rechtshilfe) gibt es die Aboriginal and Torres Strait Islander Women's Legal Services (Rechtshilfe für Frauen), die Family Violence Prevention Legal Services (FVPLS) (Rechtshilfe für Familien), die Community Legal Centres (regionale Rechtshilfe) und die Legal Aid Commission (Rechtshilfekommission).
Nach Angaben des australischen Büros für Statistik gab es Ende Juni 2008 acht derartige Legal Service und neun Aboriginal Legal Services und in 179 Gemeinden gibt es regionale Hilfezentren in Australien und Tasmanien. Die 196 Organisationen beschäftigten im Juni 2008 5.108 Personen, darunter waren 1.713 Rechtsanwälte, die an höheren und niederen Gerichten zugelassen sind. Das Einkommen der Beschäftigten betrug $733,2 Millionen von 2007 bis 2008.